# Нижні Головлі
Нижні Головлі́ (Чеські Головлі, Чехи) — село в Україні, у Крупецькій сільській громаді Шепетівського району Хмельницької області. Населення становить 170 осіб.

## Історія
Село Нижні Головлі (Чеські Головлі) виникло наприкінці XIX сторіччя, після скасування 1861 року кріпаччини у Російській імперії. Місцеві поміщики, шукаючи вигідних покупців на свої землі, почали продавати їх вихідцям з Австро-Угорщини — чехам, словакам, німцям-австрійцям. Ці землі викупили чехи та заснували село (колонію).
Царський уряд надав переселенцям з Чехії значні пільги, головними з яких були право на звільнення протягом 20-ти років від усіх повинностей, у тому числі й від військової служби на 5 років. На ці ж роки припадає ріст безземелля та безробіття селян у Чехії, посилення гніту німецько-австрійської бюрократії. Велику увагу серед охочих виїхати за межі Австро-Угорщини привертала Волинь, де земля була майже в десять разів дешевшою при високій родючості. Чехи на той час домоглися високого рівня агротехніки і культури землеробства, були досвідченими землеробами. Крім землеробства, переселенці займалися пивоварінням й іншими промислами, були добрими будівельниками. Чехи користувалися культурною автономією, яка сприяла підтримці зв'язків з вітчизною, допомагала зберегти мову і традиції.
На Волинь масова еміграція починається в 1870-х рр., станом на 1897 р. тут поживало 27 670 чол., що становило 55 % усіх чехів, які оселилися в Російській імперії. За переписом 1911 р., налічувалось бл. 130 чеських колоній та 65 тисяч чеських поселенців. Переселяючись на Волинь, чехи розташовувалися цілими селами, не запозичили в німців хуторної системи.
Чехам не лише було надано право засновувати найнижчі одиниці самоврядування — «волості», а й дозволялася свобода віросповідання. Серед переселенців було 65 % католиків, решту становили реформовані євангелісти, прихильники інших конфесій. Пізніше під тиском русифікації більшість перейшло у православну віру.
З перших років переселення емігранти дбали про освіту для молодого покоління. З Чехії виписувалася література з культури землеробства та багато белетристичних видань, які зосталися у спадок радянським чеським школам і здебільшого були вилучені з обігу органами політичного нагляду.
Чехи почали впроваджувати свої способи хліборобства та вирощування нових культур. Успішно провадили торгівлю і різного роду ремісниче виробництво. Усе це суперечило українській селянській традиції і спершу не могло не викликати непорозуміння, навіть протидію корінного населення, але, переконавшись у певних перевагах способу господарювання емігрантів, поступово з'явились і спроби його наслідування.

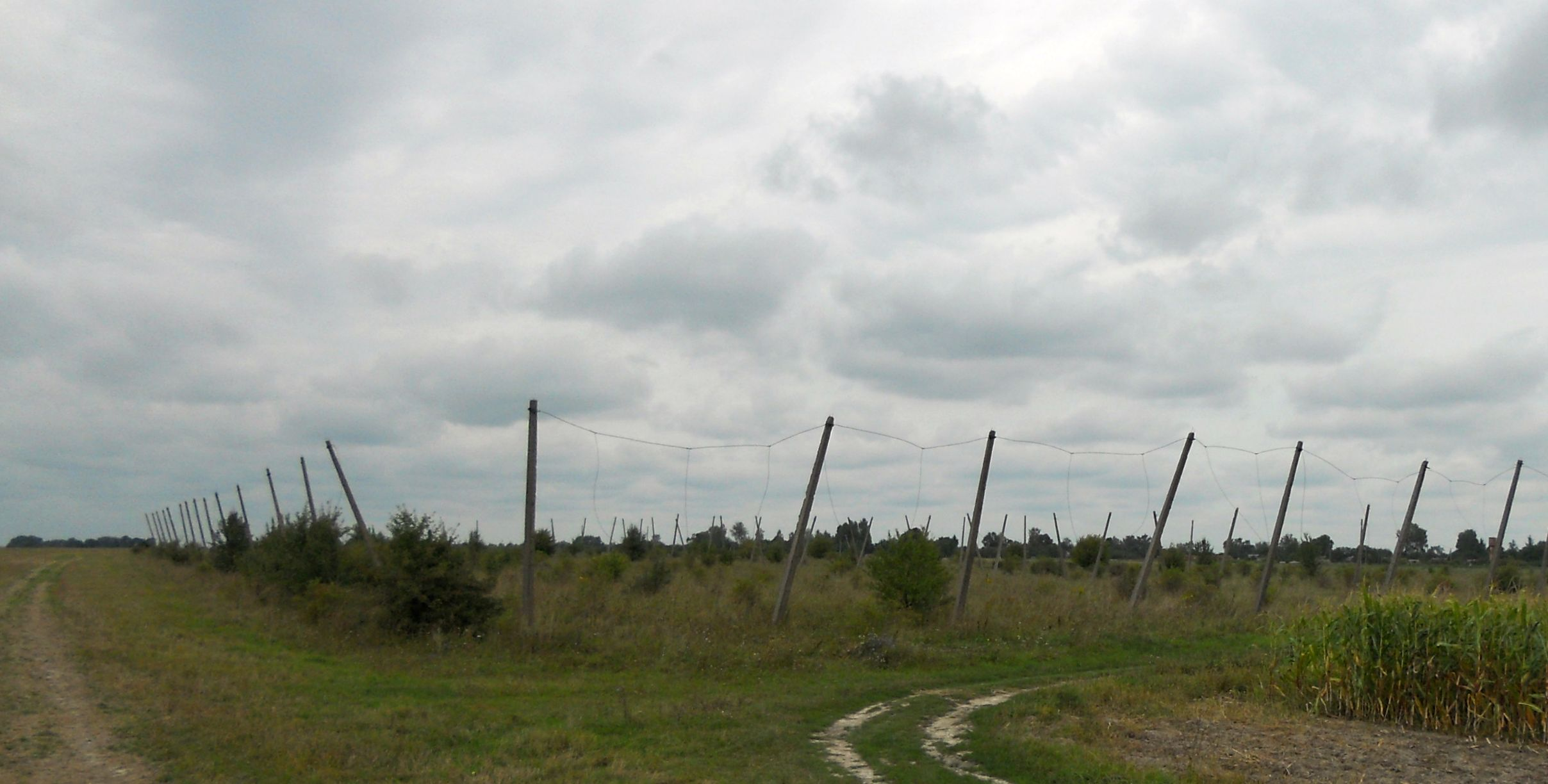
Поле де вирощували хміль

 Після того, як чехи добре виробили землю на своїй новій батьківщині (через 4-5 років), вони привозять цибухи хмелю, який став потім символом волинських чехів і головним джерелом їхніх прибутків як у дореволюційний час, так і в період НЕПу.
Варто відзначити, що чехи в колонії жили за власними національними обрядами, додержуючись звичаїв свого народу. Чехи святкували усі національні та православні свята.
7 (20) листопада 1917 року, відповідно до Третього Універсалу Української Центральної Ради, увійшло до складу Української Народної Республіки.
Після жовтневого перевороту 1917 року життя чехів в Україні докорінно змінилось.
У 1925 р. була організована чеська рада з центром у Дідовій Горі, до якої також увійшло село Мощанівка. Діловодство та службове листування в здійснювалося чеською мовою. 

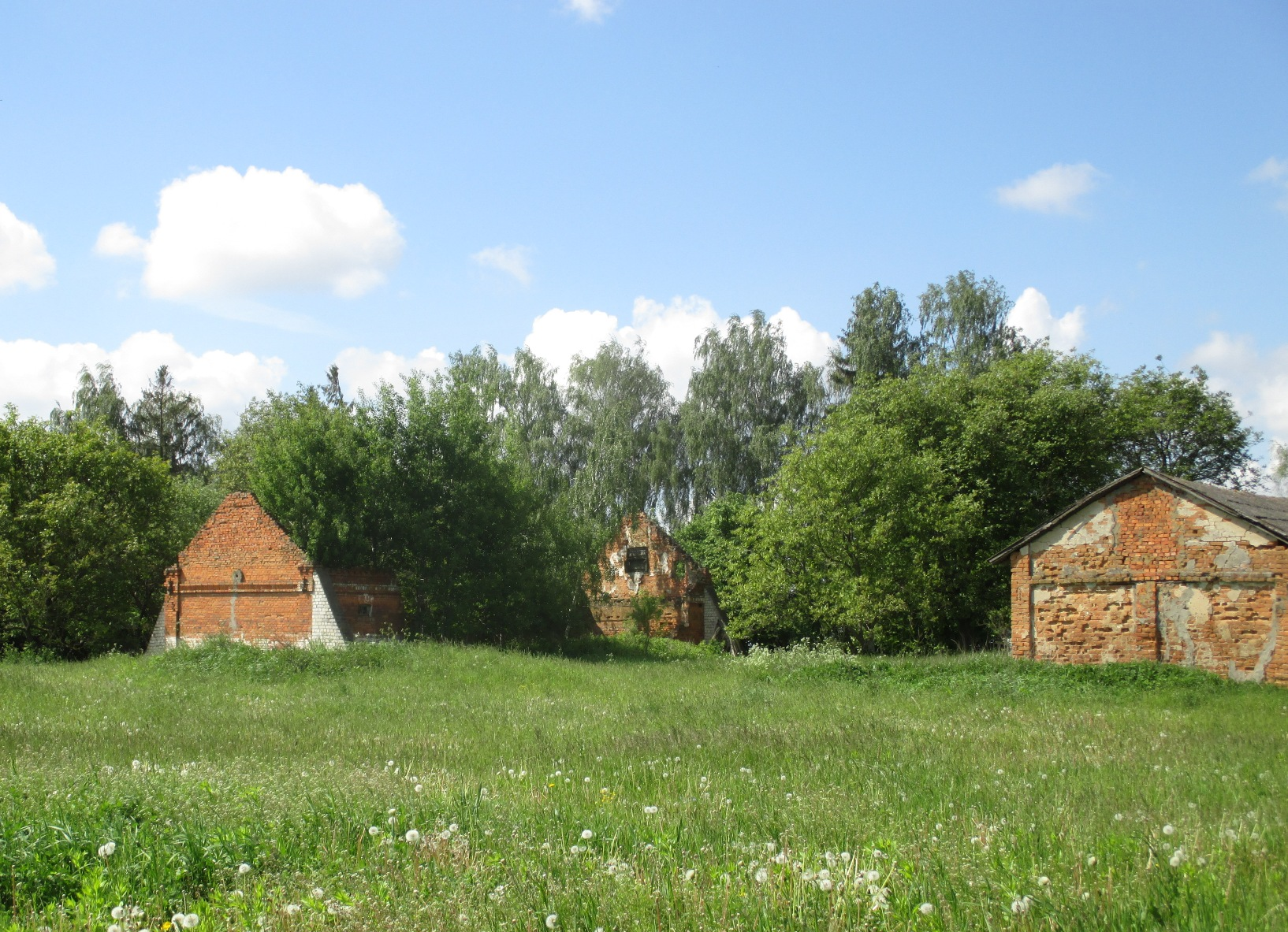
Залишки господарських будівель чехів

Після переходу до політики колективізації, і протягом 30-х рр. чехи, які здебільшого були заможними, або «середняками», зазнавали всякого роду репресій та утисків, у колгоспи чехи йшли неохоче. 

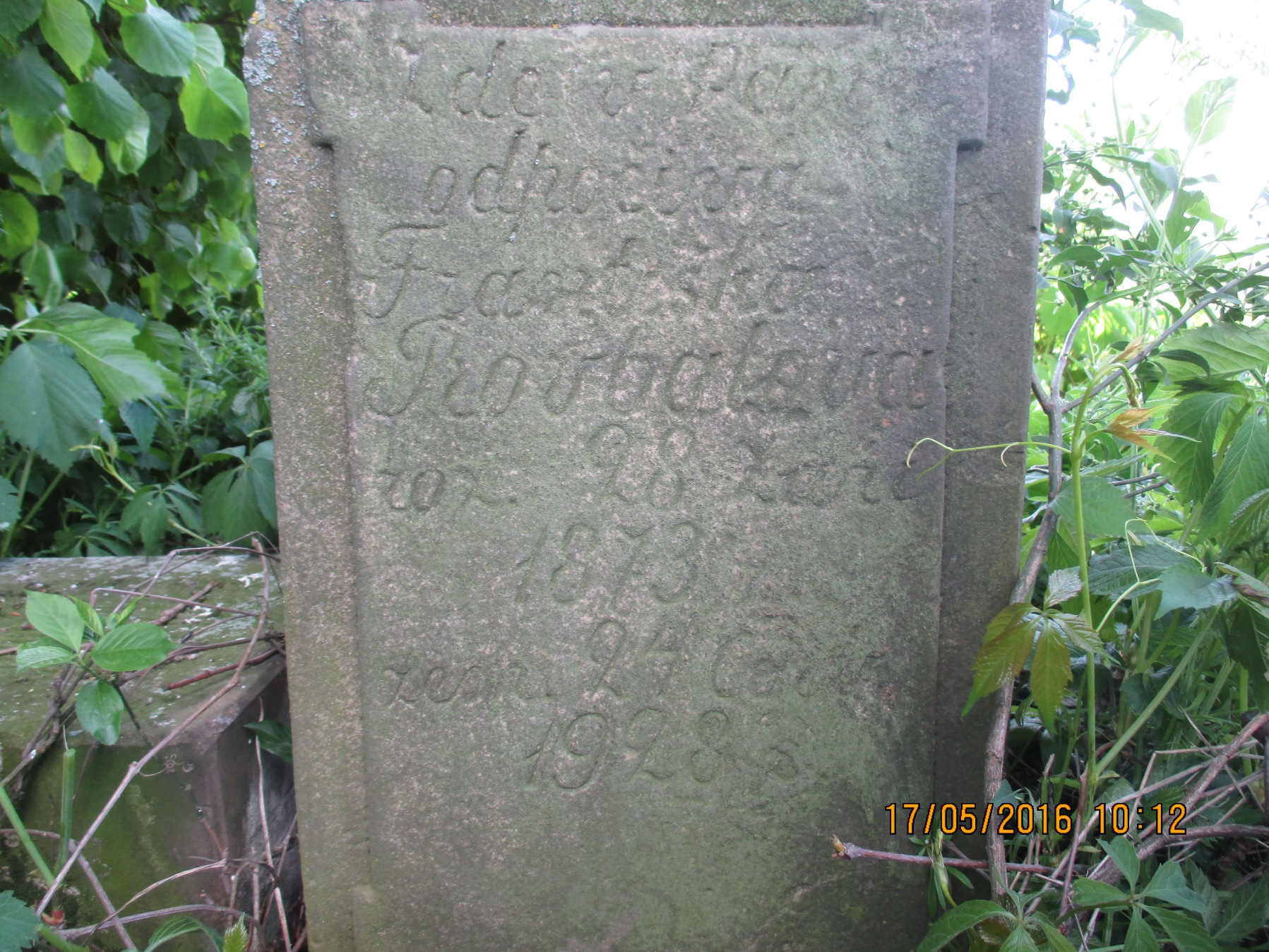
Надгробник на чеському кладовищі

Громадське життя зосереджується в першу чергу в колгоспі, (українці в кожному селі мають свій колгосп). Водночас продовжувалися розкуркулення та насильницька колективізація (економічні репресії під політичними гаслами). Остаточно підрубав життєвий устрій селян-одноосібників голодомор 1932—1933 рр. До 1933 р. переважну більшість селян було колективізовано.
Так в листопаді 1933 р. комісія констатувала:

| …під час організації колгоспу в ньому зовсім не було комуністів, а переважали «чужі елементи», які нібито свідомо підривали його роботу. В результаті керівників колгоспу – чехів – було усунуто та вислано до Казахстану....[2] |
В 1939 р. остаточно було ліквідоване національне районування, усі чеські ради реорганізовано у звичайні.
У 1947 році за домовленістю Радянського Союзу та Чехословаччини про переселення, чехів примусово вивезли на «історичну батьківщину». Залишились декілька родин, які мали змішані шлюби. У порожні хати чехів почали з'їжджатися сім'ї, у яких були проблеми з житлом.
У селі досі існує старе чеське кладовище, таке ж — у Дідовій Горі.

## Населення
Згідно з переписом УРСР 1989 року чисельність наявного населення села становила 235 осіб, з яких 108 чоловіків та 127 жінок.
За переписом населення України 2001 року в селі мешкало 169 осіб.

### Мова
Розподіл населення за рідною мовою за даними перепису 2001 року:
| Мова       | Відсоток |
| ---------- | -------- |
| українська | 95,29 %  |
| російська  | 2,94 %   |
| інші       | 1,77 %   |

## Символіка
Затверджена 15 липня 2016 р. рішенням сесії сільської ради. Автор — В. М. Напиткін.

### Герб
У зеленому полі чотири золотих шишки хмелю, 1, 2 і 1. У червоній главі золота корона. Щит вписаний у декоративний картуш і увінчаний золотою сільською короною. Унизу картуша напис «НИЖНІ ГОЛОВЛІ».
Корона символізує Нижні Головлі як колишнє чеське поселення; шишки хмелю — основний вид сільськогосподарської діяльності, яким в давнину займалися чеські переселенці.

### Прапор
Квадратне полотнище розділене горизонтально на червону і зелену смуги у співвідношенні 1:2. На верхній смузі жовта корона, на нижній — чотири жовтих шишки хмелю, 1, 2 і 1.

## Пам'ятники
- Біля будівлі сільського клубу погруддя Леніну (повалене невідомими активістами 20 листопада 2014 року).

## Галерея

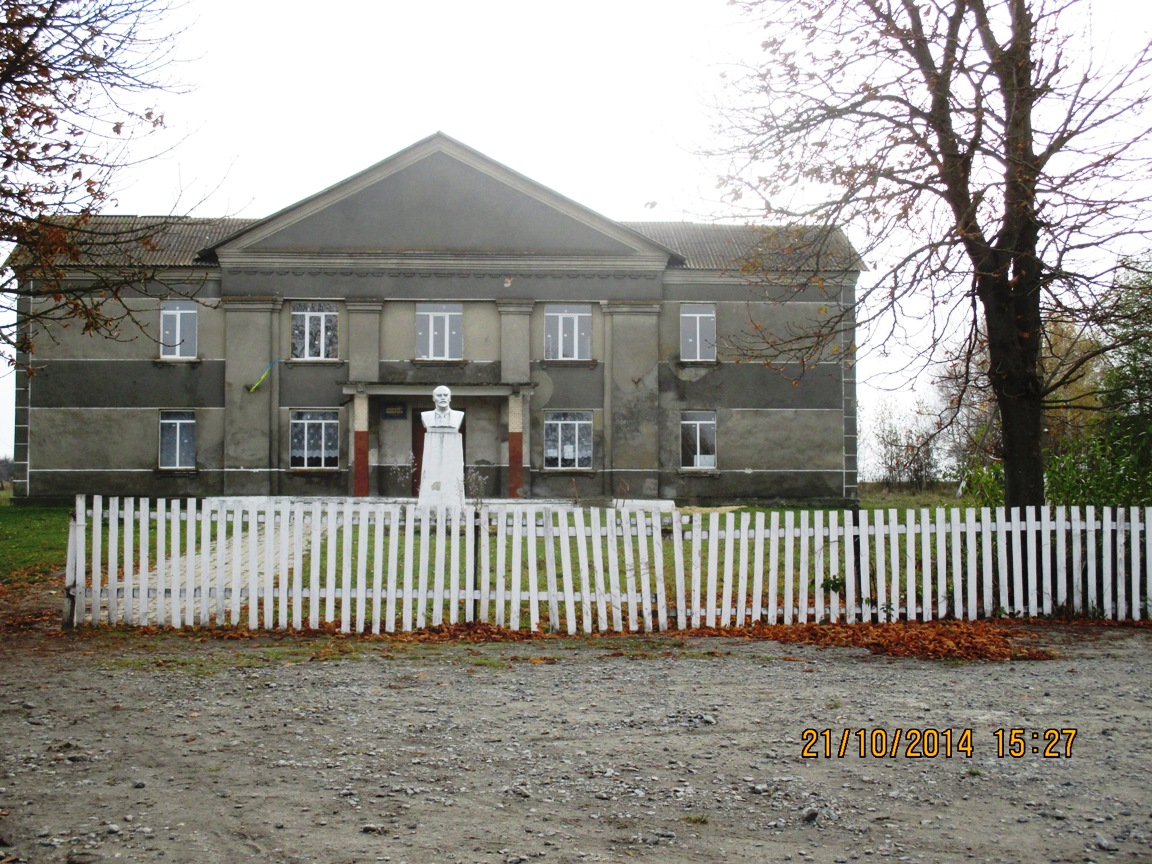
Сільський будинок культури
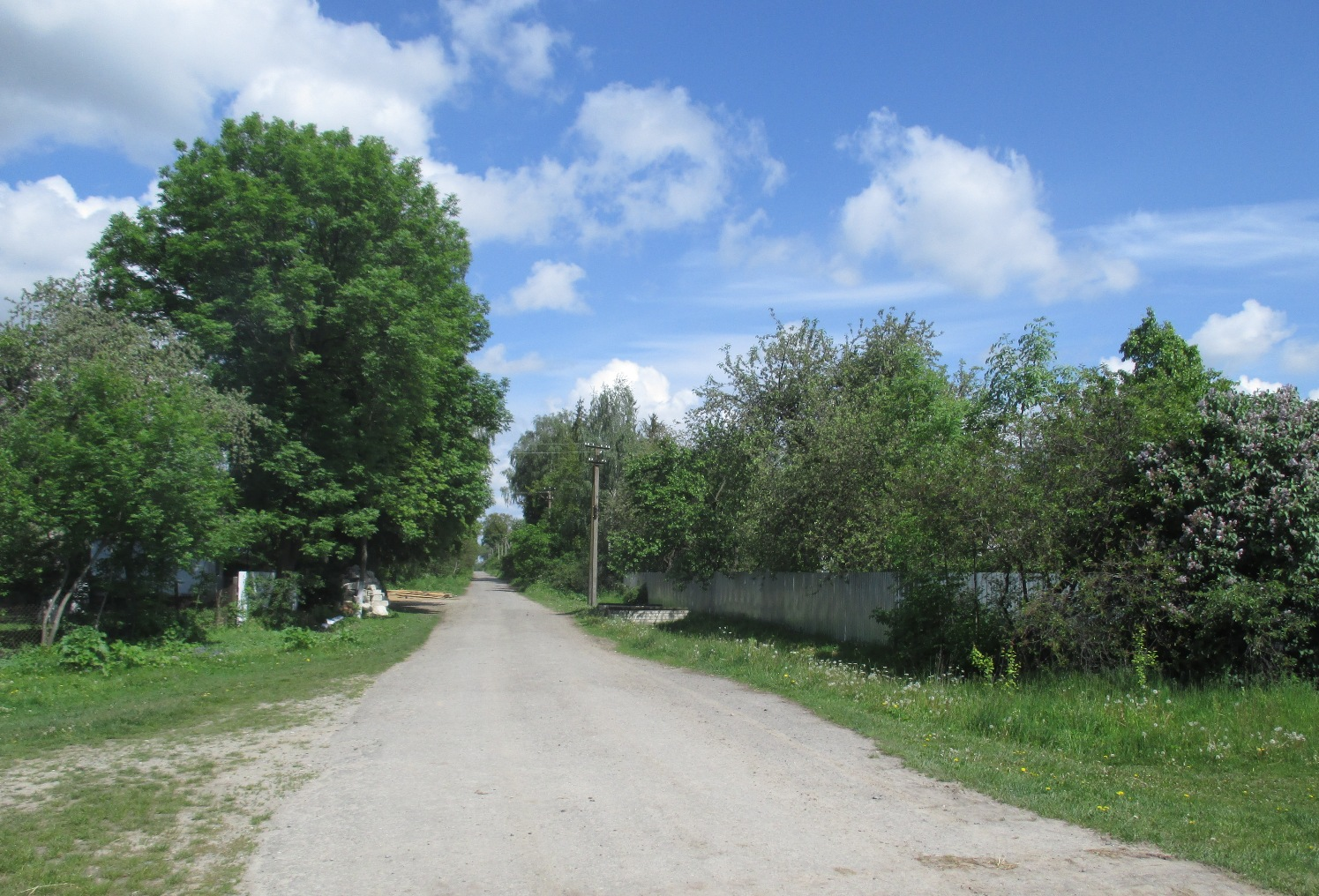
В'їзд в село зі сторони c.Волиця
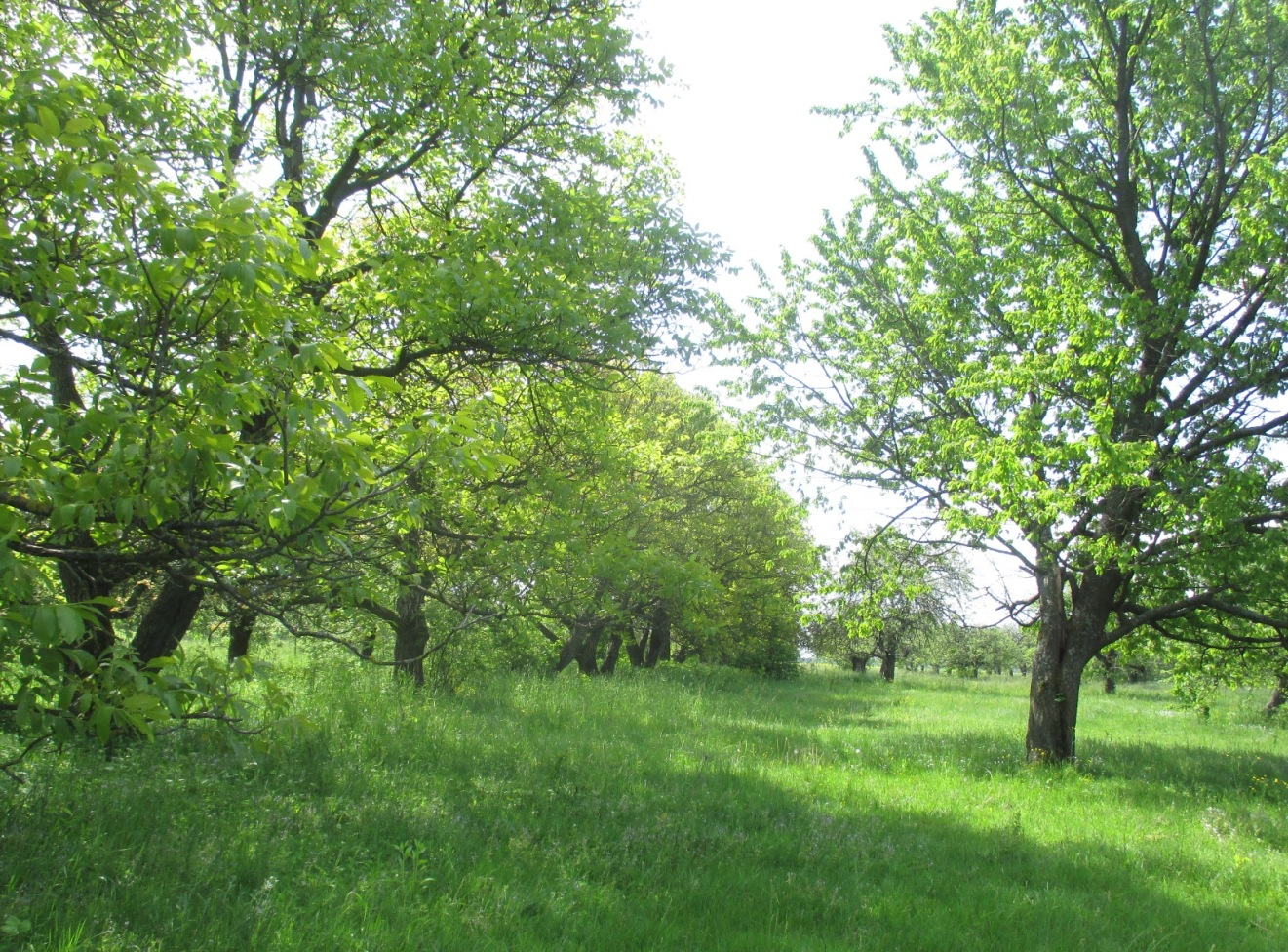
Фруктовий сад
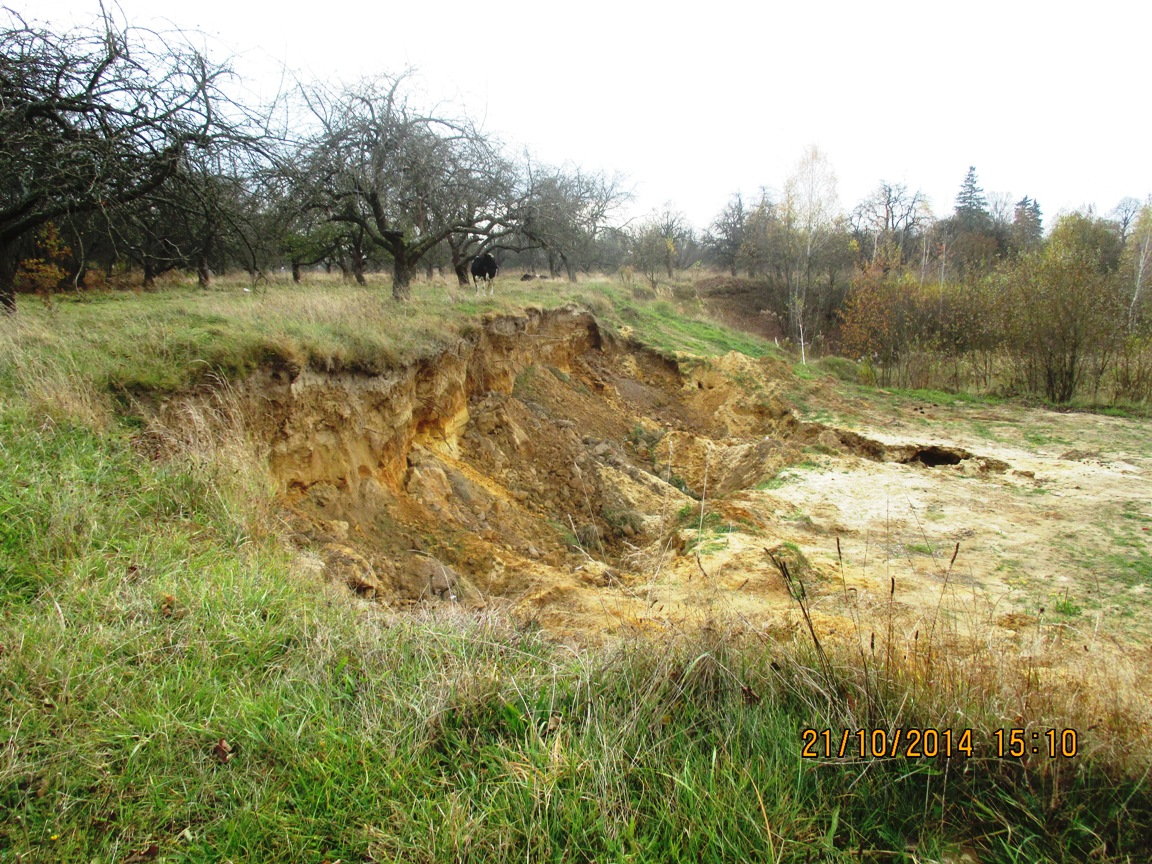
Піщаний кар'єр у фруктовому саду
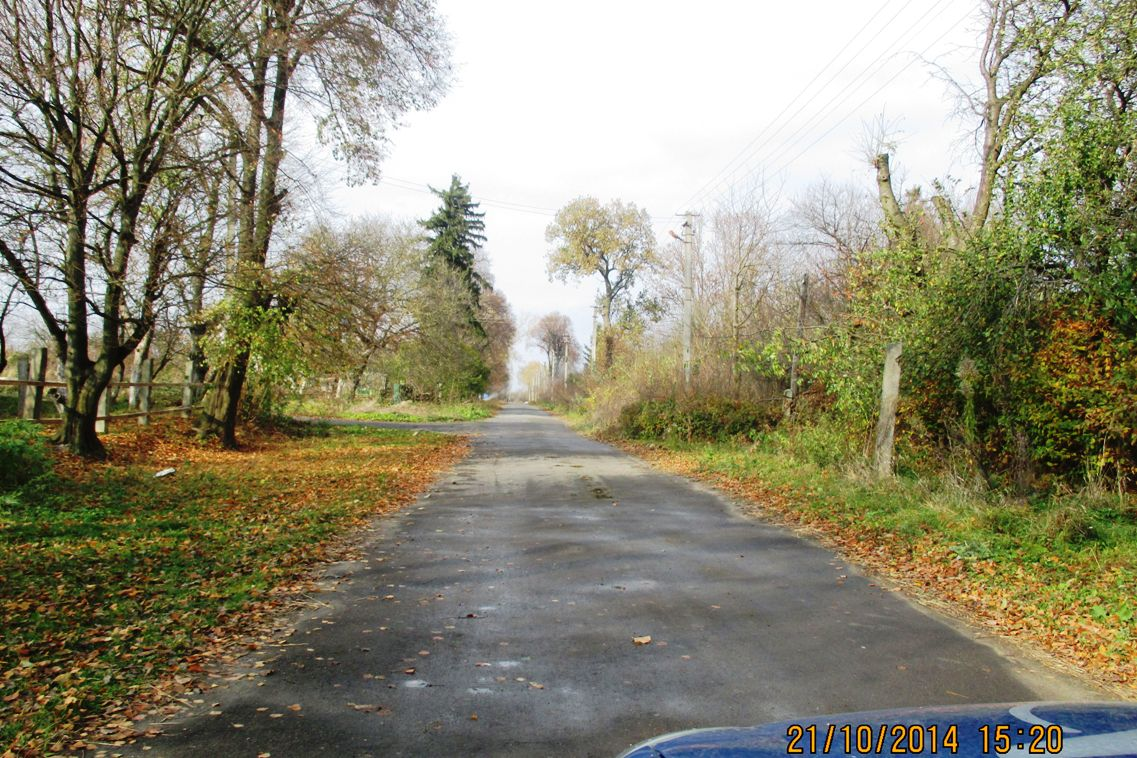
Центральна вулиця
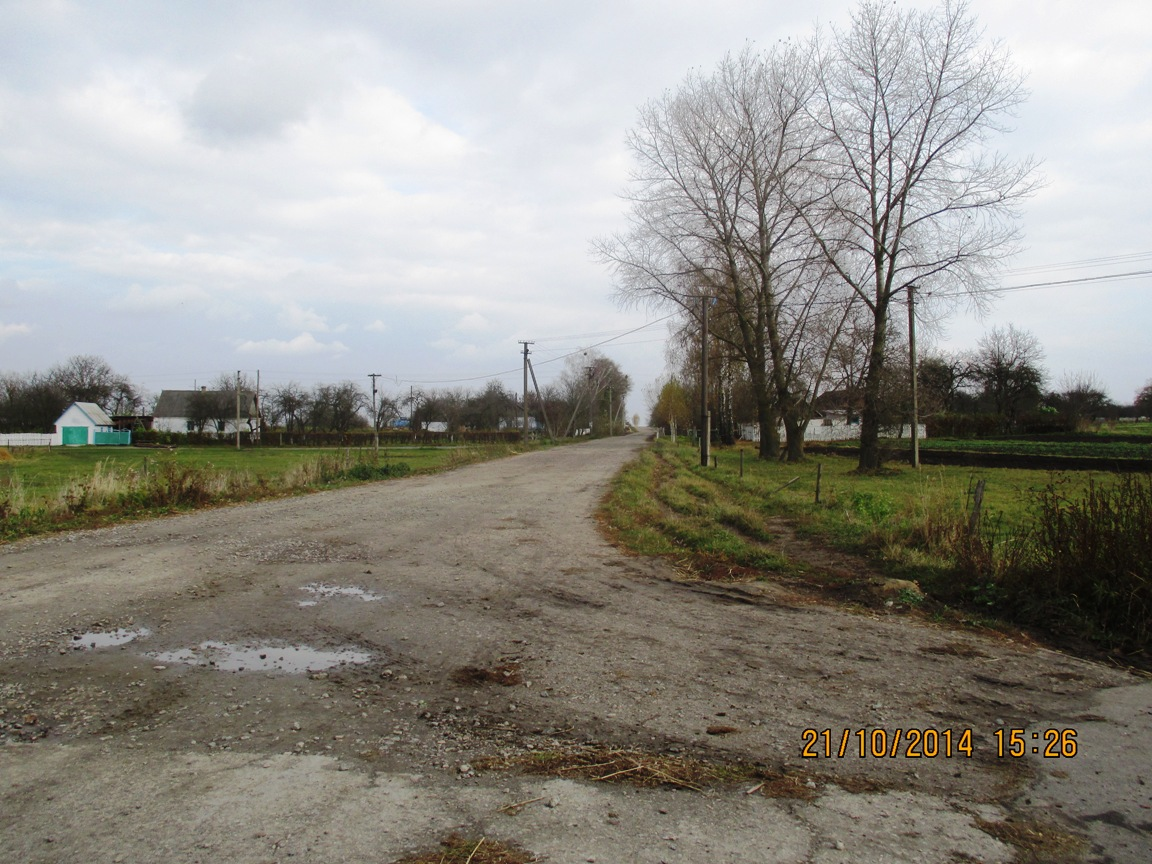
Перехрестя доріг
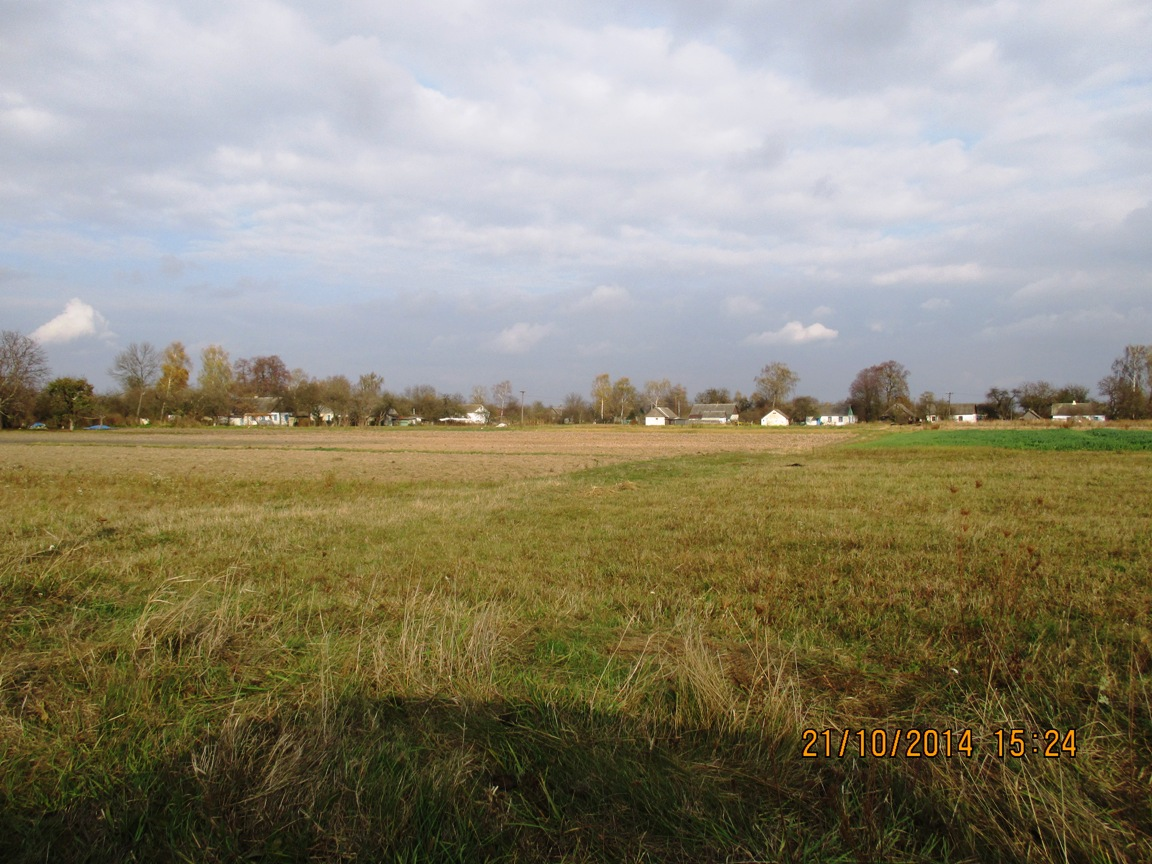
Село (вигляд із західної сторони)
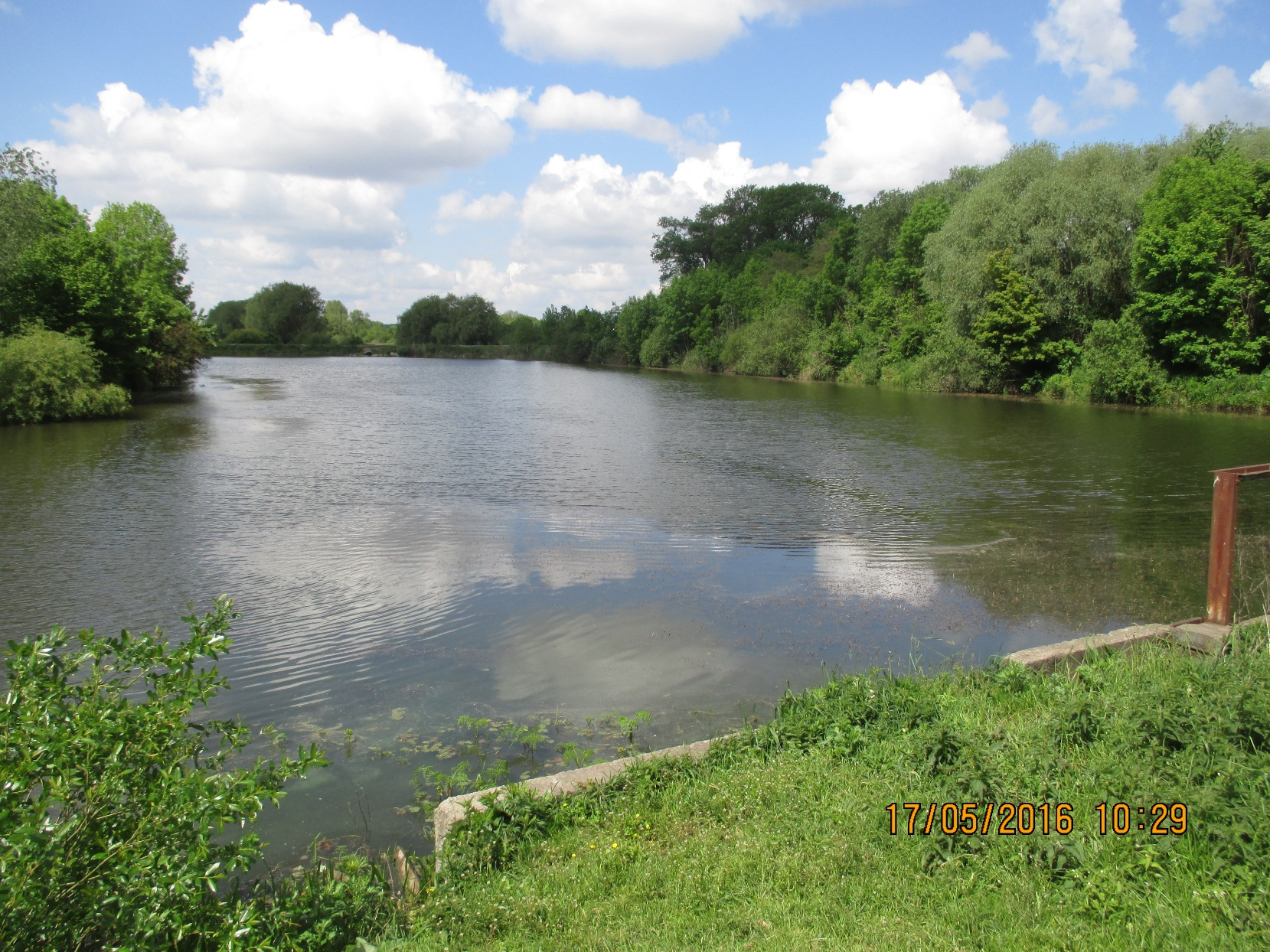
Сільський ставок
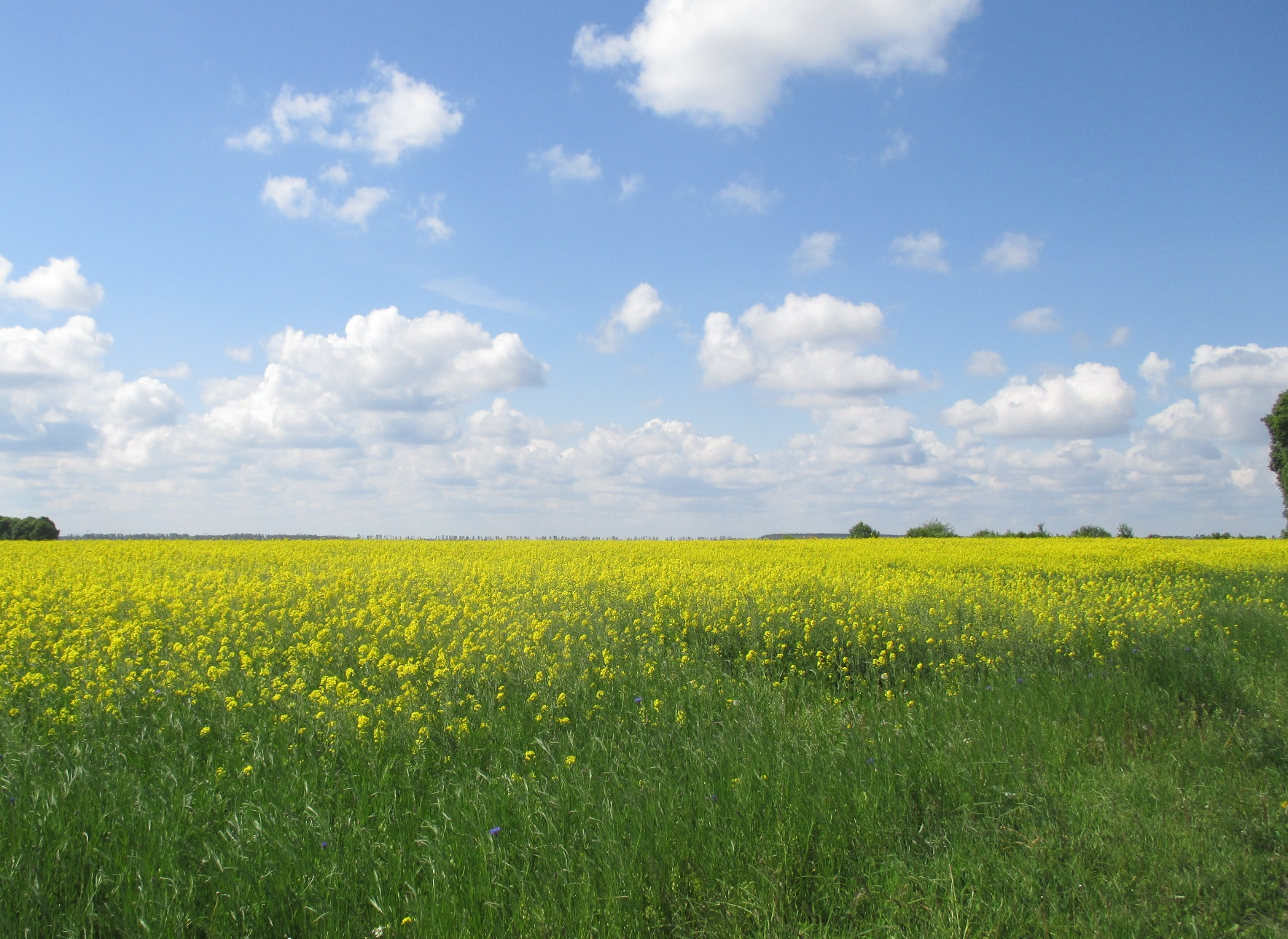
Поле на південь від села
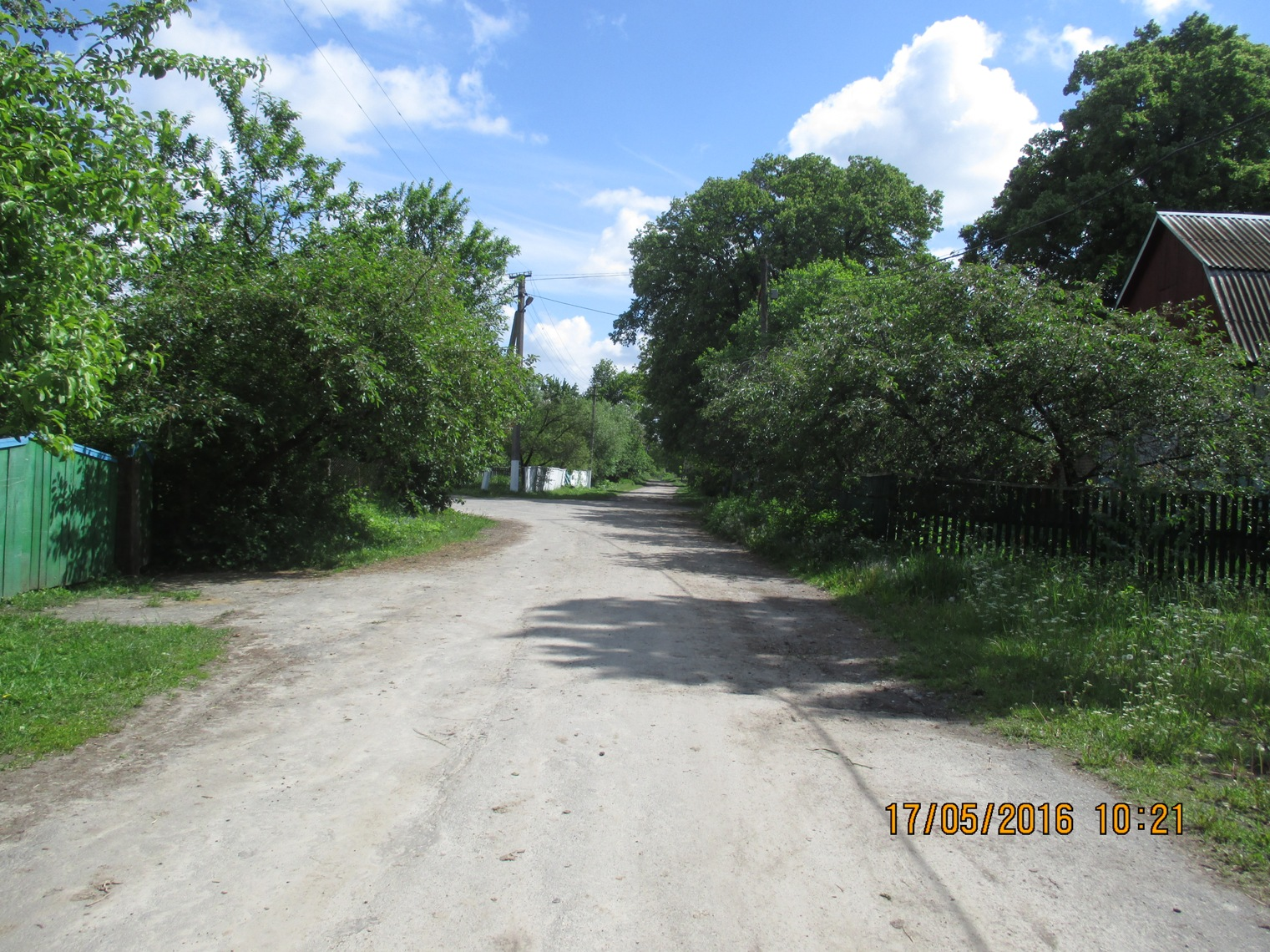
В'їзд в село з західної сторони
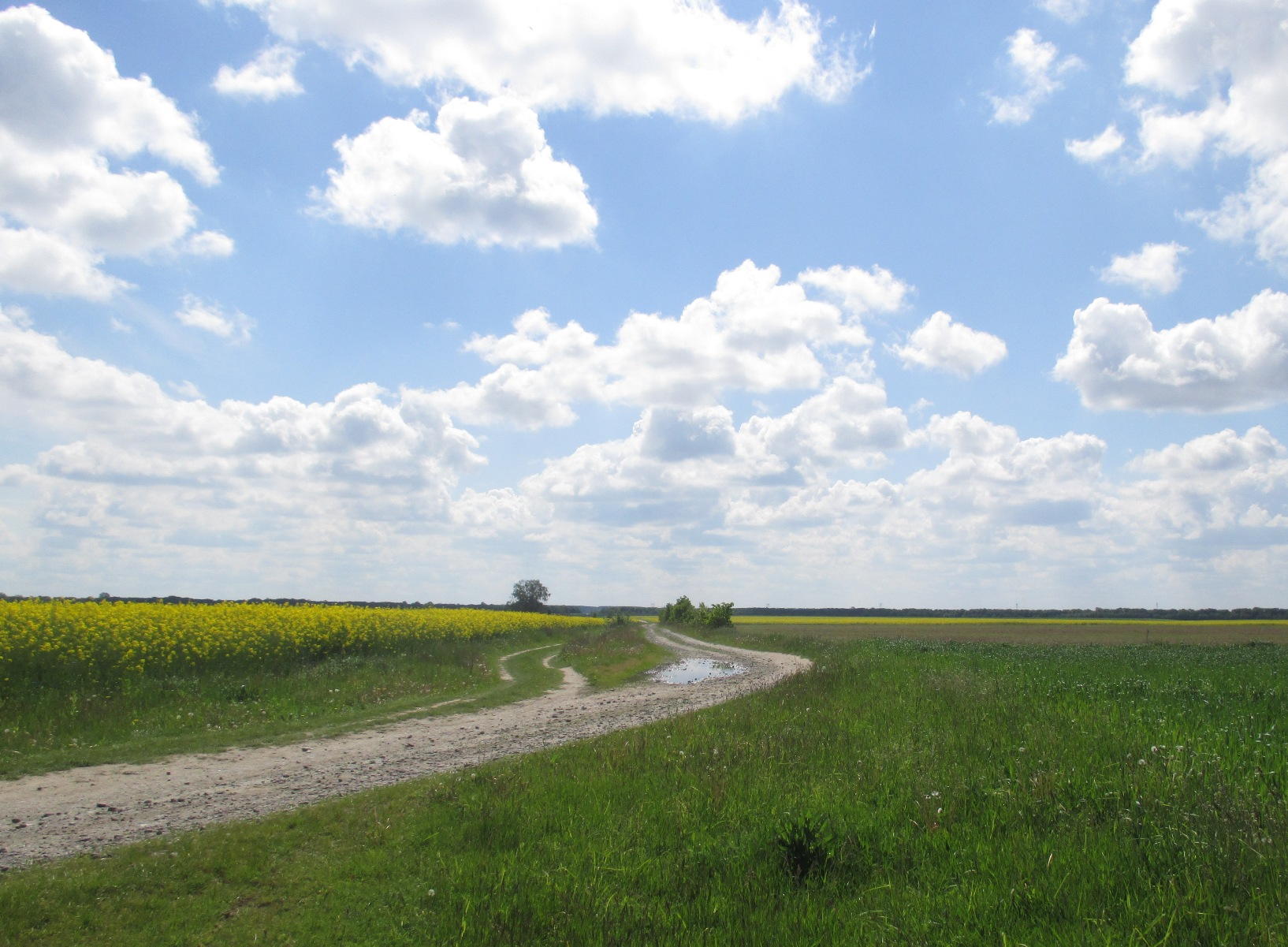
Дорога від села на c.Волиця